# Philoscaptus laminifer
Philoscaptus laminifer är en skalbaggsart som beskrevs av Roger Paul Dechambre 1979. Philoscaptus laminifer ingår i släktet Philoscaptus och familjen Dynastidae. Inga underarter finns listade i Catalogue of Life.